# لنتغلس باي فوي (كورنوال)
لنتغلس باي فوي (بالإنجليزية: Lanteglos-by-Fowey)‏ هي قرية و أبرشية مدنية تقع في المملكة المتحدة في كورنوال.